# Trawnik nad Kamiennem

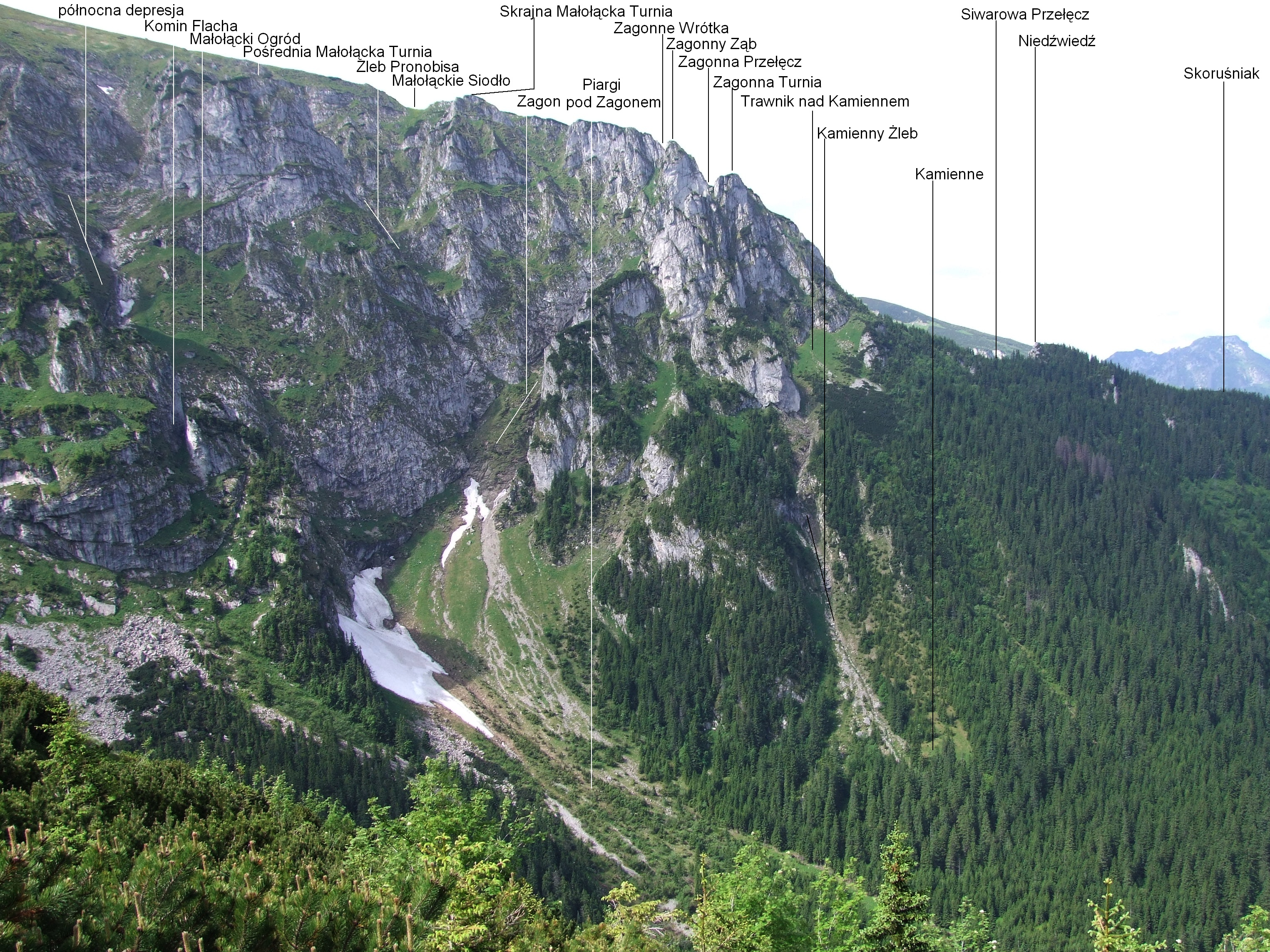
Widok z północno-wschodniej strony

Trawnik nad Kamiennem – stromy upłaz w Dolinie Małej Łąki w polskich Tatrach Zachodnich. Znajduje się u podnóża mającej wysokość ok. 150 m północnej ściany Zagonnej Turni. Pod ścianą tej turni w Trawniku nad Kamiennem znajduje się dolny otwór Jaskini nad Korytem.
Nazwa pochodzi od Kamiennego – północno-wschodnich podnóży Zagonnej Turni opadających do Wyżniego. Zbudowane są one z łupków, nie sprzyjających rozwojowi roślin, natomiast Trawnik nad Kamiennem znajduje się już w strefie skał węglanowych, w których bujnie rozwija się roślinność wapieniolubna. Z dolnej części Trawnika nad Kamiennem opada do Wyżniego Kamienny Żleb.